# HD 126200
Désignations
HD 126200 est une étoile variable de la constellation du Bouvier. Elle a été identifiée comme une binaire à éclipses de type Algol, bien que les observations ultérieures ne le confirment pas,.